# جان بال (کشیش)
جان بال (انگلیسی: John Ball؛ حدود ۱۳۳۸ – ۱۵ ژوئیه ۱۳۸۱) کشیش انگلیسی بود که در شورش دهقانان نقش مهمی داشت.